# 悪魔憑き

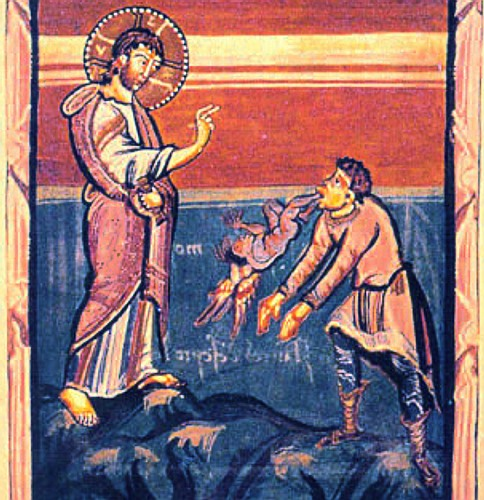
イエス・キリストが人の悪魔祓いを行う中世のミニチュア。

悪魔憑き（あくまつき）とは憑依の一種で、心身を悪魔に乗っとられ、周囲に害悪を及ぼす行動、またはそのような行動をとる人のこと。
悪魔憑きの者は、凶暴に振る舞い、邪魔な人を滅ぼしたり呪い、本来その人が決してしないような行動を取ったり、周囲の人にも同様の行動を取るよう仕向けたりし、その結果周囲の人々との良好な関係が破綻したりその人の魂が破滅に陥る（自殺など）といわれる。また、悪魔憑きの周囲では、自然・動物も異変を来たすともされる。

## アブラハムの宗教
比較宗教学ではイスラム、ユダヤ、キリスト教をアブラハムの宗教に分類する。
- サムエル記：王サウルは悪霊に襲われ[2]、悪霊の働きでダビデに横暴の限りを尽くし[3][4]、誠心誠意忠実なダビデを許した時[5][6]に悪霊がサウルから去った。[要出典]
- トビト記：サラは、伴侶を殺す悪魔（アスモデウス）に苦しめられたが、天使ラファエルの導きによって救われた。

注）下記は、悪魔から一方的に攻撃されただけであり、彼ら自身は被害者であり、いわゆる「悪魔憑き」ではない。
- ヨブ記：正義の人ヨブは、神への忠実さを試みる悪魔サタンに苦しめられたが、最後まで神を忠実に信じ続けることで救われた[7]。

## キリスト教における悪魔憑き
- 悪魔憑きの原因：悪魔の憑依は信仰上の試練であり、普通の生活を何不自由なく送る人でも悪魔に憑依されうる。
- 悪魔憑きの識別：悪魔憑きではない例もあるので、悪魔払いの項の「識別と対応」を参照のこと。

注）下記は、悪魔から一方的に攻撃されただけであり、彼ら自身は被害者であり、いわゆる「悪魔憑き」ではない。
- イエスは聖霊に導かれて荒れ野で悪魔の試みにあい、その誘惑に打ち勝ち、悪魔を退けた。（荒野の誘惑）
- イタリアの聖ピオ神父（1887 - 1968）も同様である。

## その他

### 人権的観点からみた悪魔憑きの呼称
魔女狩りの例のように、問題のない者を周囲が悪魔憑きに仕立て上げてしまうケースを回避する必要がある。